# Lindley Murray (Grammatiker)

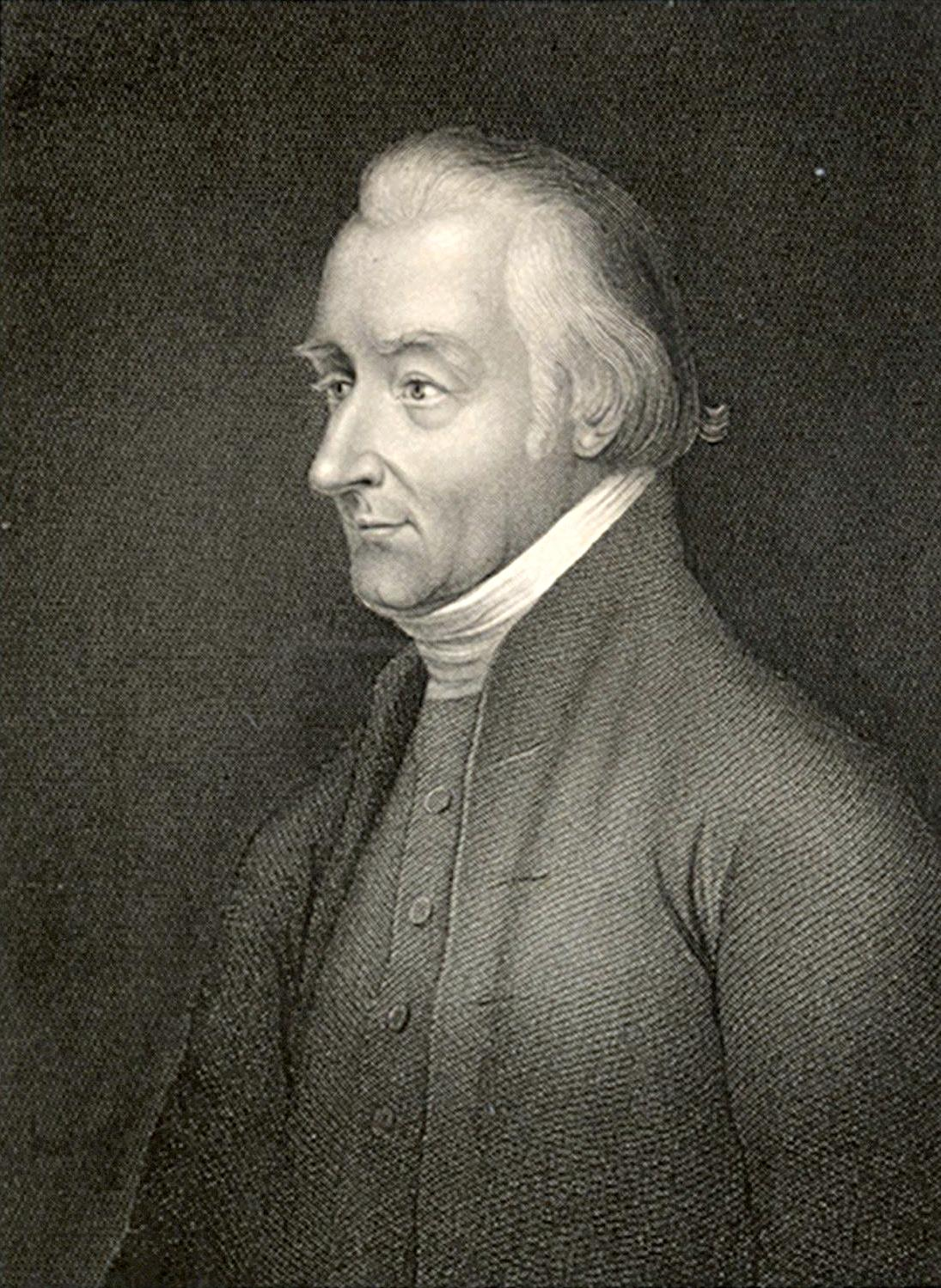
Lindley Murray

Lindley Murray (* 7. Juni 1745 bei Harper Tavern, Province of Pennsylvania, Vereinigte Staaten; † 16. Januar 1826 in Holgate bei York, Vereinigtes Königreich) war ein US-amerikanischer Anwalt und Geschäftsmann, der jedoch als Grammatiker berühmt wurde. Seine English Grammar wurde nach dem Spelling Book von Noah Webster zum am meisten verkauften englisch-sprachigen Buch in der ersten Hälfte des 19. Jahrhunderts. Bis in die 1960er-Jahre hinein bezogen sich englische Schulgrammatiken auf dieses Werk.

## Leben
Lindley Murray war der Sohn des Quäkers und Geschäftsmanns Robert Murray und seiner Frau Mary. Ihr Haus lag auf einem Hügel in Manhattan, dort wo sich heute Park Avenue und 36. Straße kreuzen. Die Gegend heißt bis heute Murray Hill. Lindley Murray arbeitete als Rechtsanwalt und Geschäftsmann. Um 1784 zog er sich nach Holgate in der Nähe von York in England zurück. Nach einigen Quellen war der Grund dafür, dass er Loyalist war, andere Quellen nennen seine schlechte Gesundheit. In den letzten 16 Jahren seines Lebens litt Murray unter Depressionen und verließ das Haus nicht mehr.

## Die Grammatik
Bevor Lindley Murray sich mit dem Thema beschäftigte, stammte die wichtigste Grammatik von dem Oxforder Poetik-Professor und späterem Londoner Bischof Robert Lowth. Seine anonym veröffentlichte Short Introduction to English Grammar erschien 1762. Lowth wie auch später Murray vertraten einen präskriptiven Ansatz, wollten also mit ihren Grammatiken Normen setzen. Der erste Satz seiner Grammatik lautete: Englische Grammatik ist die Kunst, mit Richtigkeit (oder Anstand) die englische Sprache zu sprechen und zu schreiben. („English grammar is the art of speaking and writing the English language with propriety“). Murray entnahm viel von seinem Material bei Lowth.
In seinem Ruhestand wurde Murray gebeten, Unterrichtsmaterial für eine Mädchenschule zu verfassen. Daraus entstand die English Grammar, adapted to the different classes of learners: With an Appendix, containing Rules and Observations for Promoting Perspicuity in Speaking and Writing, die 1795 erschien. Das Werk erlebte einen phänomenalen Erfolg mit 200 Auflagen allein bis 1850 und 20 Millionen verkauften Exemplaren. Es war in den Vereinigten Staaten sogar noch populärer als im Vereinigten Königreich und wurde auch in zahlreiche andere Sprachen übersetzt. Mit zum Erfolg trug bei, dass es zu Murrays Zeit noch kein Urheberrecht gab, das die Rechte eines Autors geschützt hätte. Im frühen 19. Jahrhundert wurden „Grammatik“ und Murray im englischen Sprachraum zu Synonymen, seine Popularität wird auch dadurch belegt, dass Schriftsteller wie Charles Dickens oder Satiremagazine wie Punch sich über ihn lustig machten. In Artikeln über Grammatik bildete Murrays English Grammar immer den Maßstab, ob er nun abgelehnt oder verteidigt wurde.
Murray war ein genauer Beobachter der englischen Sprache, und ein großer Teil seiner Grammatik könnte mit gewissen Änderungen in der Terminologie auch heute noch in einer modernen deskriptiven Grammatik erscheinen.
Auf die kurzgefassten Regeln, die auch heute meist unstrittig wären, folgen dann lange, klein gedruckte Kommentare, die schon zu Murrays Lebzeiten gelegentlich Spott herausforderten. So argumentierte Murray etwa, das man nach child nicht das Pronomen who verwenden sollte, weil Kinder noch keine vernunftbegabten Wesen seien. Murray lehnte die doppelte Verneinung ab, obwohl sie sich bereits im Altenglischen nachweisen lässt, von Shakespeare benutzt wurde und auch zu seiner Zeit in der Umgangssprache zur Bekräftigung üblich war. Murray war vom Wert seiner grammatischen Normsetzungen derart überzeugt, dass er sogar den Gebrauch von will und shall in der King-James-Bibel verurteilte. Das führte in letzter Konsequenz dazu, dass die Sprache, wie sie von der Mehrheit der englischen Sprecher verwendet wurde, als „inkorrekt“ gebrandmarkt wurde. Viele andere Regeln, die Murray ursprünglich nur als Stilempfehlung gedacht hatte, wurden im Schulunterricht zu Normen, von denen die Schüler nicht abweichen durften. So hatte Murray empfohlen, einen Satz nicht mit einem Adverb oder einer Präposition zu beenden. Schülern wurde das daraufhin als Grammatikfehler angekreidet. Wenn Murray seine Normen begründete, dann argumentierte er entweder mit ästhetischen Kriterien – eine Konstruktion sei eleganter oder harmonischer als die andere –, mit Klarheit oder Präzision einer Konstruktion. Bei näherer Betrachtung leistet die von ihm verworfene Variante aber häufig dasselbe.
Murrays Grammatik hatte von allen Büchern den größten Einfluss darauf, dass sich die englische Sprache in eine Standardsprache und Nichtstandardvarietäten aufspaltete, während sie zuvor ein Kontinuum gebildet hatte.
Neben seiner Grammatik schrieb er weitere Schulbücher, von denen der English Reader am populärsten war.